# Ètnies de l'Afganistan

Mapa de l'Agència Central d'Intel·ligència que mostra el territori de l'assentament de grups i subgrups ètnics a l'Afganistan el 2005

L'Afganistan és una societat multiètnica i majoritàriament tribal. La població del país es compon de nombrosos grups etnolingüístics: paixtus, tadjiks, hazares, uzbeks, aimaks, turcmans, balutxis, pashais, muristanis, gujars, àrabs, brahuis, kizibaixos, pamiris, kirguisos, sàyyids i altres. L’ Himne nacional afganès i la Constitució afganesa (2004) n’esmenten catorze, tot i que les llistes no són exactament iguals.

## Identitat nacional
El terme " afganès " és sinònim de l'etnònim " paixtus ", però en l'època moderna el terme es va convertir en la identitat nacional de la gent que viu a l'Afganistan.
La cultura de l'Afganistan no és uniforme, al mateix temps, els diversos grups ètnics no tenen fronteres clares entre si i hi ha moltes coincidències. A més, els grups ètnics no són racialment homogenis. Els grups ètnics de l'Afganistan han adoptat tradicions i celebracions entre si i tots comparteixen una cultura similar. Per exemple, Nauruz és un festival d'Any Nou celebrat per diversos grups ètnics a l'Afganistan.

## Grups ètnics

### Aimaqs
Aimaq, que significa "tribu" en turc - Mongolic (Oymaq), no és una denominació ètnica, però es diferencia pastors semi-nòmades i grups tribals agrícoles de diversos orígens ètnics, com els hazares i paixtus, que es van formar en els segles XVI i XVII. Viuen entre individus no tribals a les zones occidentals de les províncies de Badghis, Ghor i Herat. Són musulmans sunnites, parlen el dialecte Aimaq de la llengua persa i es refereixen a ells mateixos amb designacions tribals. Les estimacions de població varien àmpliament, de menys de 500.000 a uns 800.000.

### Balutxis

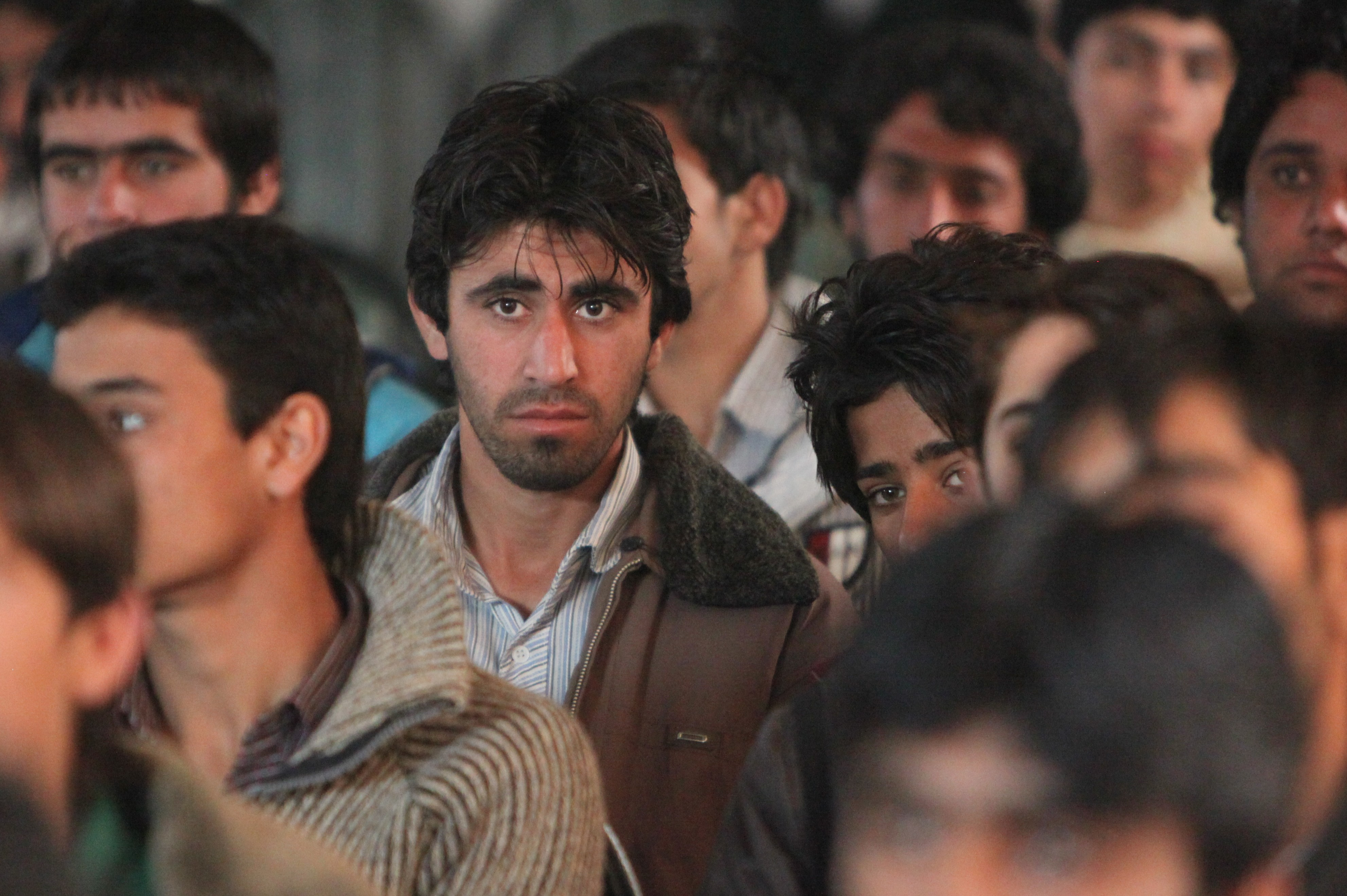
Homes balutxis a la província de Nimruz, Afganistan

Els balutxis parlen la llengua balutxi i es troben majoritàriament a la regió del Balutxistan, a l'Afganistan. Als anys noranta, la xifra era de 100.000, però actualment se situen al voltant dels 200.000. Principalment viuen com a pastors i en el desert i son predominantment de religió musulmà sunnita. Abdul Karim Brahui, antic governador de la província de Nimruz, és de l'ètnia balutxi.

### Hazares

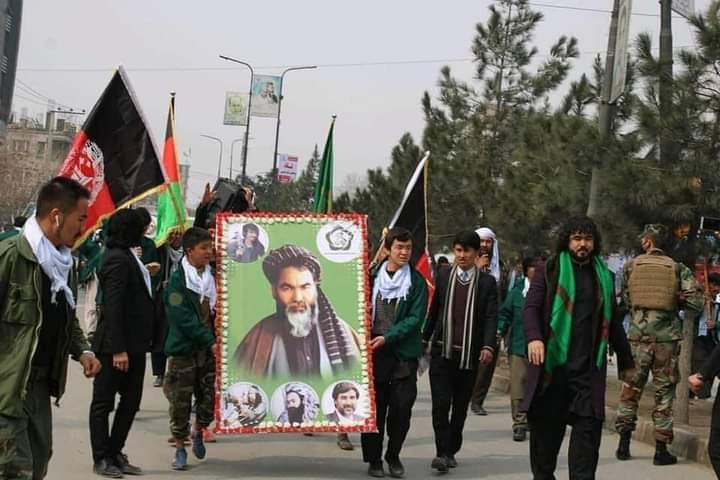
Hazares de l'Afganistan

Els hazares són el tercer grup ètnic més gran de l'Afganistan. Resideixen principalment a la regió de Hazarajat, al centre de l'Afganistan. Lingüísticament els hazares parlen un dialecte del dari-persa, conegut com a hazaragi, i de vegades la seva variant s’intercala amb alguns préstecs de les llengúes turqueses i el mongòliques. La majoria dels hazares són musulmans xiïtes amb algunes minories sunnites. Tenen una població d'entre 6 i 7 milions.
Personalitats hazares rellevants de l’Afganistan són: Abdul Ali Mazari, el comandant Shafi Hazara, Ismael Balkhi, Karim Khalili, el sultà Ali Keshtmand, Habiba Sarābi, Sarwar Danish, Ustad Muhammad Akbari, Sima Samar, Ramazan Bashardost, Abdul Haq Shafaq, Sayed Anwar Rahmati, Qurban Ali Urozgani, Azra Jafari, Ahmad Shah Ramazan, Muhammad Mohaqiq, Ahmad Behzad, Nasrullah Sadiqi Zada Nili, Abbas Noyan, Fahim Hashimy, Rohullah Nikpai, Hamid Rahimi, Fariba Rezayee, Wakil Hussain Allahdad i Dawood Sarkh.

### Kirguísos
La població kirguisa de l'Afganistan era de 1.130 el 2003, procedents de l'est del districte de Wakhan a la província de Badakhshan al nord-est de l'Afganistan. Encara porten un estil de vida nòmada i estan dirigits per un kan o un tekin.
La supressió de la rebel·lió basmatxí del 1916 contra l'Imperi Rus a l'Àsia Central va provocar que molts kirguísos emigressin més tard a la Xina i l'Afganistan. La majoria dels refugiats kirguísos a l'Afganistan es van establir a la regió de Wakhan. Fins al 1978, a la part nord-est de Wakhan hi vivien uns 3-5 mil de l’ètnia kirguís. El 1978, la majoria dels habitants del Kirguizstan van fugir al Pakistan després de la Revolució de Saur. Van sol·licitar 5.000 visats al consolat dels Estats Units a Peshawar per al seu reassentament a Alaska, estat dels Estats Units que creien que podria tenir un clima i una temperatura similars al del corredor de Wakhan. La seva petició va ser denegada. Mentrestant, la calor i les condicions insalubres del camp de refugiats mataven els refugiats kirguísos a un ritme alarmant. Turquia, que estava sota el govern militar colpista del general Kenan Evren, va intervenir i va reassentar tot el grup a la regió del llac Van de Turquia el 1982. Hi van ser destinats al poble d'Ulupamir (o "Gran Pamir" al kirguís) a Erciş, a la província de Van, on encara hi resideixen més de 5.000. El documental "37 Uses for a Dead Sheep – the Story of the Pamir Kirghiz" es basava en la vida d’aquests kirguisos a la seva nova llar. Alguns kirguísos van tornar a Wakhan l'octubre de 1979, després de l'ocupació soviètica de l'Afganistan. Es troben al voltant del Petit Pamir.

### Nuristanis

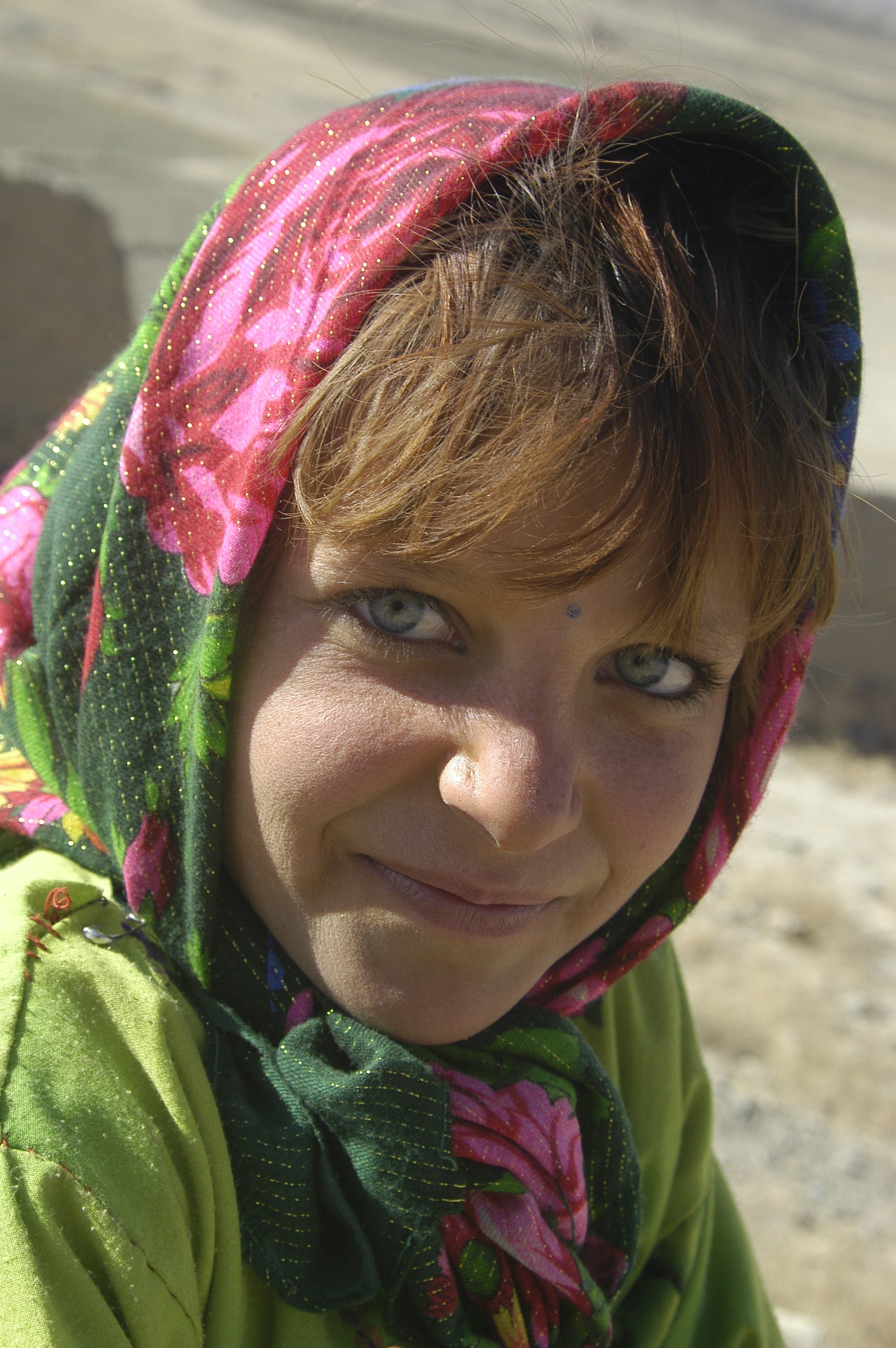
Noia nuristana

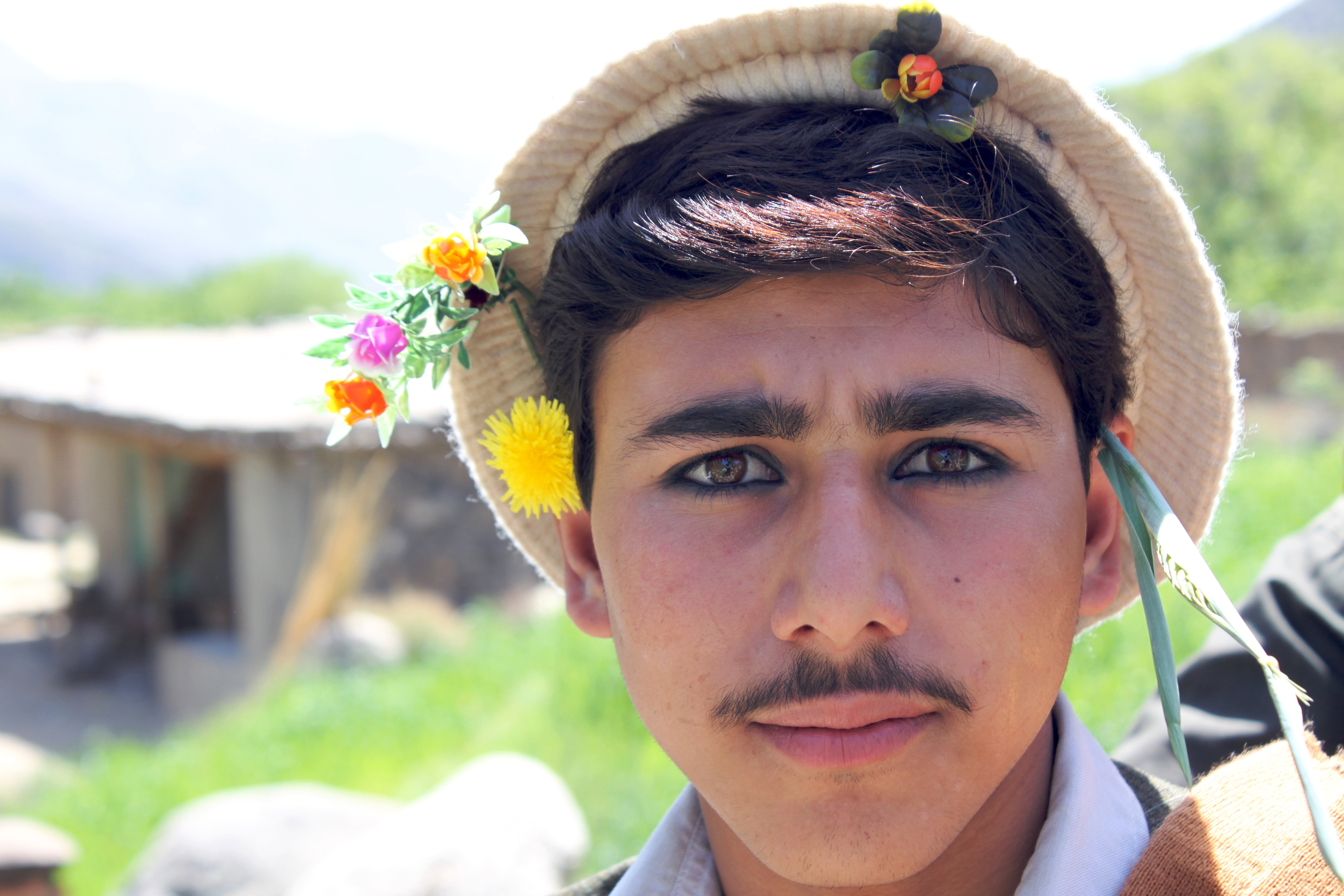
Noi Pashai

Els nuristanis són un poble indo-iranià, que representa una tercera branca independent dels pobles aris (indo-aris, iranians i nuristanis), que viuen en regions aïllades del nord-est de l’Afganistan, així com a la frontera del districte de Chitral, al Pakistan. Parlen diverses llengües nuristanes. Més coneguts històricament com els Kafirs del que abans es coneixia com Kafiristan (terra de pagans), es van convertir a l'Islam durant el govern d'Abd al-Rahman Khan i el seu país es va canviar el nom de " Nuristan ", que significa "Terra de la Llum" (com a la llum de l’islam). Una petita porció no conquerida de Kafiristan és habitada pel poble kalash que encara practica la seva religió preislàmica a la frontera a les terres altes de Chitral, al nord-oest de Pakistan. Molts nuristanis creuen que són els descendents dels antics grecs d'Alexandre el Gran, però hi ha una manca de proves genètiques i són més que probable una bossa aïllada dels primers invasors aris. Físicament, els nuristani són de cabells rossos i pertanyen a un subgrup mediterrani amb aproximadament d'un terc de dominància genètica recessiva del ros. Segueixen l’islam sunnita com la majoria dels altres afganesos. L'estimació de la seva població als anys 90 era de 125.000; tot i que ells estimen una xifra més alta fins a 300.000.

### Paixtus

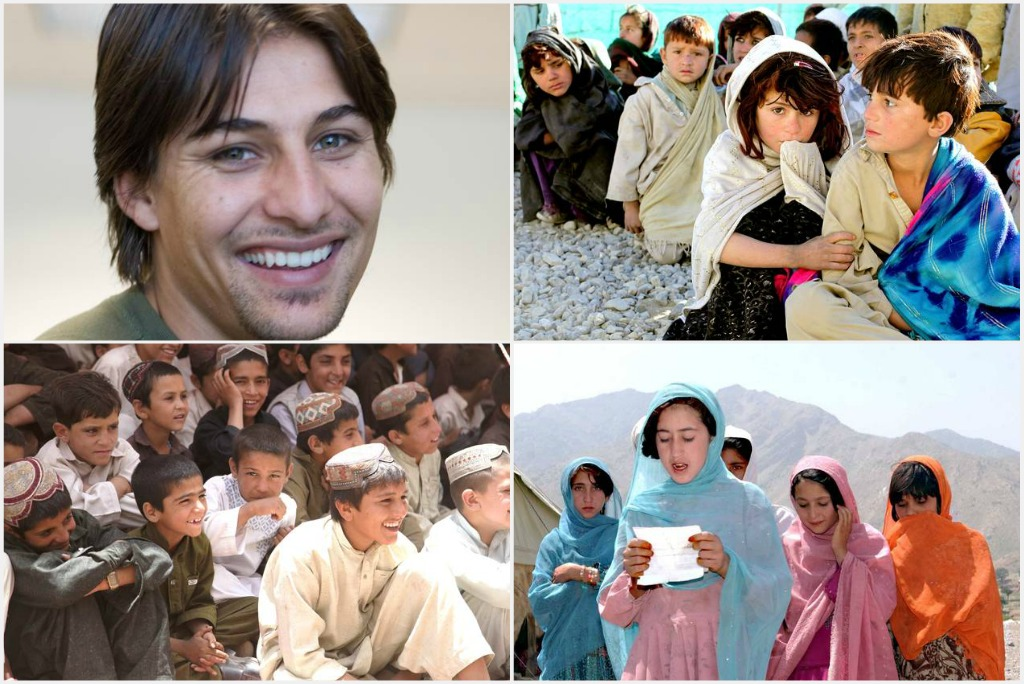
Paixtus de l'Afganistan

Els paixtus són un grup ètnic iranià i constitueixen un dels pobles més grans de l'Afganistan, comprenent entre el 38% i el 42% de la població del país. La majoria dels paixtus practiquen l'islam sunnita. Després de l’ascens de la dinastia Hotaki el 1709 i de l’ Imperi Durrani el 1747, els paixtus es van expandir formant comunitats a l’actual Afganistan i Pakistan.
Hi ha teories sobre l'origen paixtu, que son contradictòries tant entre els historiadors com els mateixos paixtus. S'ha plantejat una varietat de grups antics amb epònims similars a Pukhtun com a possibles avantpassats dels paixtus moderns. L'historiador grec Heròdot esmenta un poble anomenat Pactyans, que hauria viscut en l'Imperi Aquemènida a la sàtrapa d'Aracosia en el primer mil·lenni abans de Crist. Des del 3r segle AD i des d'ara se'ls coneix sobretot pel etnónim " Afganistan ", un nom que es creu que se'ls dona per part dels veins perses. Alguns creuen que l'ètnia afganesa és una adaptació de l'etnònim pràcrit Avagana, atestat al segle VI dC. Es va utilitzar per referir-se a un avantpassat llegendari comú conegut com " Afghana ", propagat per ser net del rei Saül d'Israel.
Segons investigadors com V. Minorsky i altres, el nom afganès apareix al llibre de geografia del 982 CE Hudud-al-Alam. Al-Biruni va referir-se a un grup d’afganesos del segle XI com a diverses tribus que vivien a les fronteres occidentals de l’ antiga Índia i Pèrsia, que seria la zona entre les muntanyes de l'Hindu Kush a l’Afganistan i el riu Indus al que ara és Pakistan. Segons altres fonts, alguns paixtus podrien ser les tribus perdudes d'Israel que es van convertir a l'islam durant l'Imperi àrab. Des del segle xiii, algunes tribus paixtus van conquerir zones fora de la seva pàtria tradicional paixtú empenyent-se més cap al sud d’Àsia.
La moderna identitat nacional afganesa es va desenvolupar a mitjan segle xviii sota el govern d’ Ahmad Shah Durrani ‌, que va ser el fundador de l’ Imperi Durrani.
L'administració de Karzai, dirigida per Hamid Karzai, està dominada pels ministres paixtus.
Alguns paixtus notables de l'Afganistan son: Hamid Karzai, Ashraf Ghani, Nazo Tokhi, Wazir Akbar Khan, Malalai de Maiwand, Abdul Ahad Momand, Zalmay Khalilzad, la noia afganesa, Hedayat Amin Arsala, Abdul Rahim Wardak, Sher Mohammad Karimi, Abdul Salam Azimi, Zalmai Rassoul, Omar Zakhilwal, Ghulam Farooq Wardak, Anwar ul-Haq Ahady, Daud Shah Saba, Mohammad Gulab Mangal, Gul Agha Sherzai, Asadullah Khalid, Mohammad Hanif Atmar, Mohammad Ishaq Aloko, Mohammad Omar, Gulbuddin Hekmatyar, Nashenas, Ubaidullah gen, Naghma, Farhad Darya, Suhaila Seddiqi, Shukria Barakzai i Fauzia Gailani.

### Sayyids
El 13 de març de 2019, dirigint-se a la concentració de Sàyyid al palau presidencial (Arg), el president Ashraf Ghani va dir que emetrà un decret sobre la inclusió del grup ètnic Sàyyid al nou document de targeta d'identitat afganesa (e-NIC).
El president Ashraf Ghani va decretar esmentar la "tribu Sàyyidt a la identitat nacional electrònica el 15 de març de 2019.
Els sàyyds del nord es troben generalment a Balkh i Kunduz ; mentre que a l'est es poden trobar a Nangarhar. Tot i que la majoria són musulmans sunnites, alguns de la província de Bamian es van passar al xiïsme.

### Tadjiks

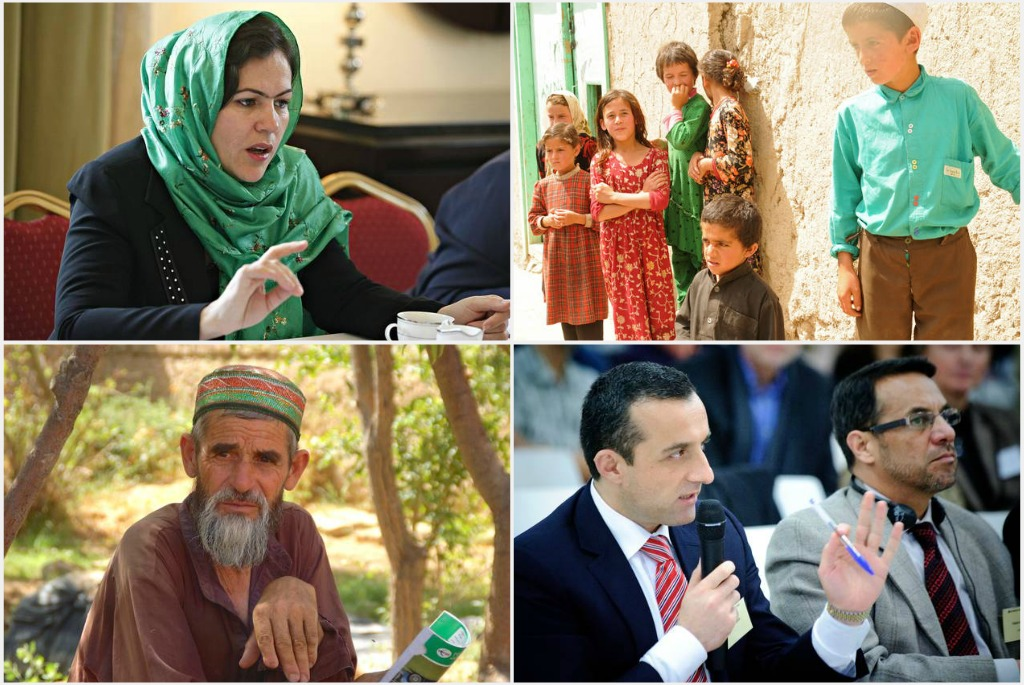
Tadjiks d’Afganistan

Els tadjiks són un grup ètnic iranià i formen el segon grup ètnic més gran de l'Afganistan. Són un poble Dari.natiu de parla persa Com a autodenominació, el terme tadjik, que anteriorment havia estat més o menys pejoratiu, s’ha convertit en acceptable només durant les darreres dècades, sobretot com a resultat de l'administració de l'lUnió de Repúbliques Socialistes Soviètiques a l’Àsia central. Els noms alternatius dels tadjiks són Fārsī (persa), Fārsīwān (parlant persa) i Dīhgān (cf. tadjik: Деҳқон, literalment "pagès o vilatà assentat", en un sentit més ampli "assentat" en contrast amb "nòmada").
Com la resta de grups ètnics a l'Afganistan, l'origen dels tadjiks és un misteri. Només van poder governar i, al mateix temps, legitimar el seu domini com a sub-governants immediats amb certa influència significativa sobre els estrangers, amb l'excepció del breu govern de deu mesos d'Habibullah Kalakani el 1929. El nombre total de tadjiks a l’Afganistan era d’uns 4,3 milions el 1995, i l’ Encyclopædia Britannica explica que a principis del segle XXI constituïen aproximadament una cinquena part de la població.
Els tadjics són el principal grup ètnic del veí Tadjikistan, un país que es va crear al nord de l'Afganistan el 1991. A finals del segle xix i principis del segle xx, un gran nombre de tadjiks de l'Àsia central van fugir de la conquesta de la seva terra natal per part de l' Exèrcit Roig rus i es van establir al nord de l'Afganistan.
A l’Afganistan, els tadjiks són la majoria a la ciutat d’ Herat. La ciutat de Mazar-e-Xarif és un 60% tadjica, la ciutat de Kabul és aproximadament un 45% i la ciutat de Ghazni un 50%. Alguns destacats tadjics de l’Afganistan són: Habibullah Kalakani, Burhanuddin Rabbani, Ahmad Shah Massoud, Ahmad Zia Massoud, Mohammed Fahim, Yunus Qanuni, Ismail Khan, Bismillah Khan Mohammadi, Atta Muhammad Nur, Amrullah Saleh, Wasef Bakhtari, Abdul Latif Pedram, Massouda, Baz Mohammad Ahmadi, Mohammed Daud Daud, Abdul Basir Salangi i Fawzia Koofi.

### Turcmans

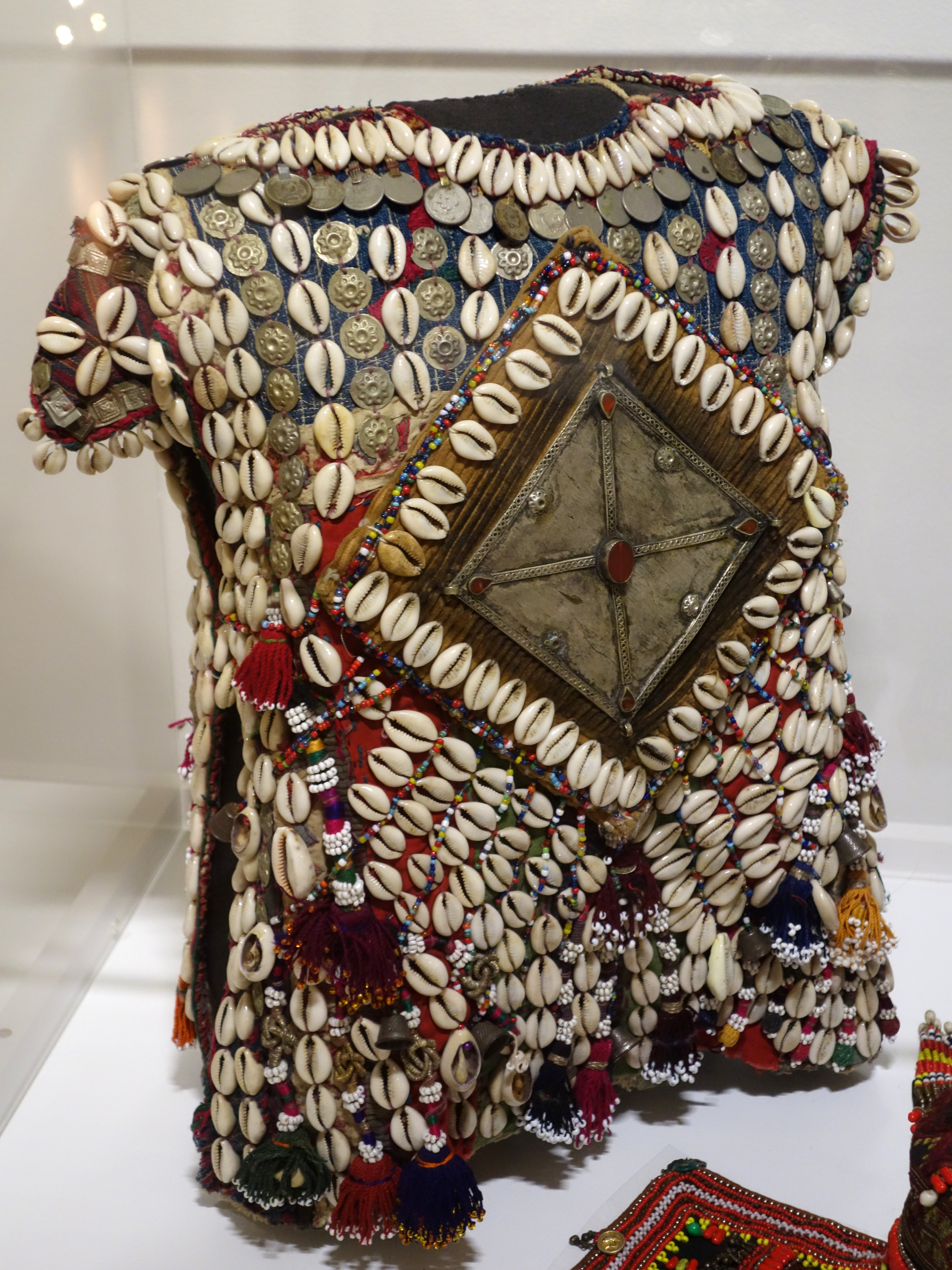
Túnica infantil turkmana, del nord de l'Afganistan, principis a mitjan segle XX

Els turcmans són el grup ètnic més petit de l'Afganistan de parla turca. Són musulmans sunnites. Viuen al nord-oest de l'Afganistan al llarg de la frontera amb Uzbekistan i Turkmenistan, envoltats d'un grup més gran d'uzbeks afganesos. El nombre de turcmans a l'Afganistan s'estima en aproximadament un milió de persones, o aproximadament un 2-3% de la població de l'Afganistan.
Antics guerrers nòmades i ferotges temuts pels seus raids contra caravanes, els turcmans a l'Afganistan són avui ramaders agricultors i importants contribuents a l'economia. Van introduir les ovelles karakul a l’Afganistan i també són reconeguts fabricants de catifes, que, amb les pells karakul, han esdevingut els principals productes d’exportació en moneda forta. Les joies turcmanes també són molt apreciades.
Sobretot, els turcmans afganesos estan econòmicament ben establerts al país, en gran part a causa de la seva importància significativa per a l'economia afganesa de les catifes.
Els turcmans afganesos parlen majoritàriament el dialecte ersari de la llengua turcmana, que és una llengua turca del grup oguz. Es calcula que hi ha cinc milions de parlants nadius al Turkmenistan i 719.000 parlants més al nord - est de l’Iran.

### Uzbeks

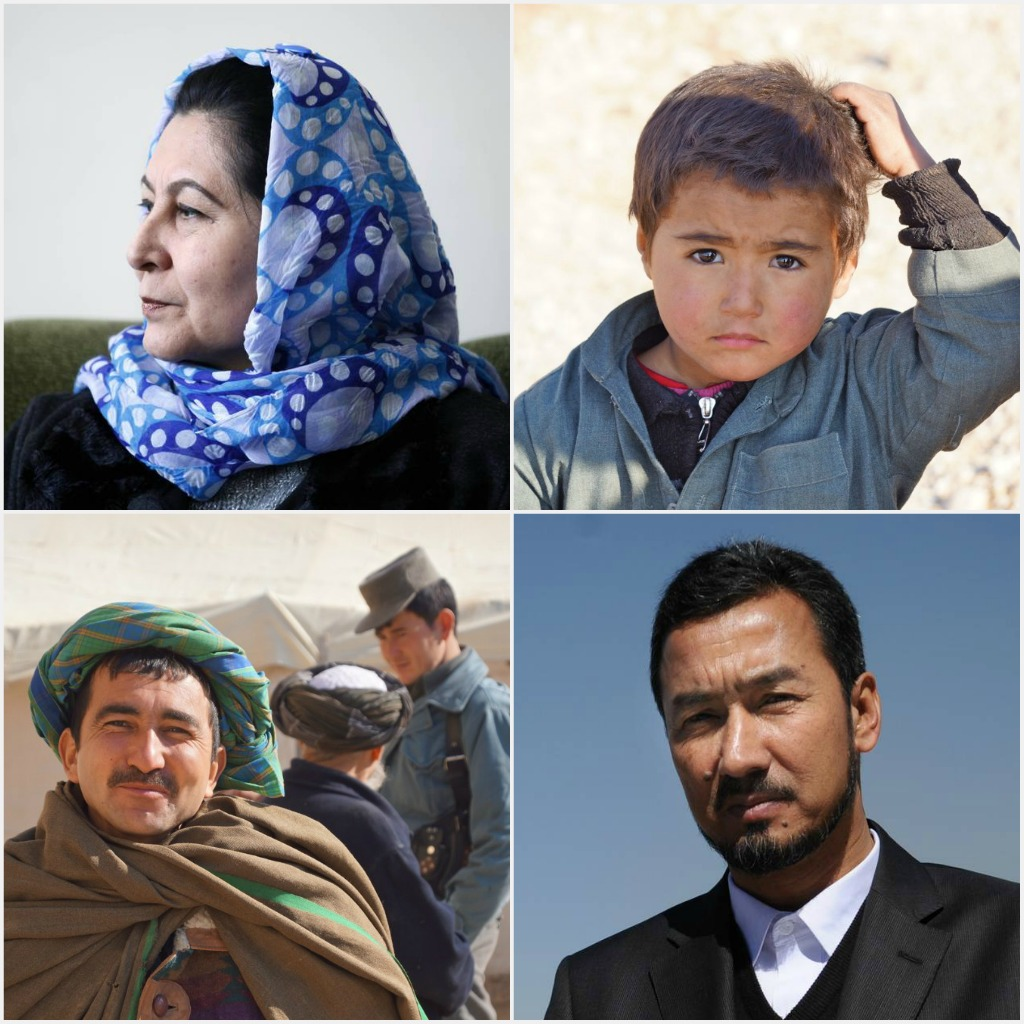
Uzbeks de l'Afganistan

Els uzbeks són el principal poble turc de l'Afganistan, el territori natal del qual es troba a les regions del nord del país. Molt probablement els uzbeks van emigrar amb una onada d’invasors turcs i es van barrejar amb les tribus locals iranianes al llarg del temps per convertir-se en el grup ètnic que són actualment. Els uzbeks de l'Afganistan són musulmans sunnites i parlen l'idioma uzbek del sud. Molts uzbeks també poden entendre el dari i el paixtu. Els uzbeks que vivien a l'Afganistan es van estimar a la dècada de 1990 en aproximadament 1,3 milions però ara es creu que són 2 milions.
La majoria dels uzbeks de l'Afganistan es dediquen a l'agricultura, tot i que alguns treballen en negocis i artesania.
Alguns destacats uzbeks de l'Afganistan són: Abdul Rashid Dostum, Azad Beg, Alhaj Mutalib Baig, Suraya Dalil, Husn Banu Ghazanfar, Delbar Nazari, Abdul Rauf Ibrahimi, Muhammad Yunus Nawandish, Sherkhan Farnood, Abdul Majid Rouzi, Abdul Malik Pahlawan i Rasul Pahlawan.

### Grups més petits
Els grups més petits inclouen el Pashai, Pamiri, àrabs de l'Afganistan, Gujars, Moghol, Ormur, Wakhi, Dards, Sikhs, hindús i altres.

## Distribució
Entre les principals ètiques, la distribució geogràfica es pot variar. Tot i això, en general hi ha certes regions on un dels grups ètnics tendeix a dominar la població. Els paixtus, per exemple, es concentren molt al sud de l'Afganistan i a parts de l'est, però, no obstant això, existeixen grans minories en altres llocs. Els tadjiks estan molt concentrats al nord-est, però també formen grans comunitats en altres llocs, com ara a l'oest de l'Afganistan. Els hazares tendeixen a concentrar-se majoritàriament a la regió mes àmpli d' "Hazarajat " al centre de l'Afganistan, mentre que els uzbeks són majoritàriament pobladors al nord. Alguns llocs són molt diversos. La coitat de Kabul, per exemple, ha estat considerada una " barreja " on resideixen grans poblacions dels principals grups ètnics, encara que tradicionalment amb una identitat "Kabuli" diferent. Les províncies de Ghazni, Kunduz, Kabul i Jowzjan són conegudes per la seva notable diversitat ètnica.

## Composició ètnica

Grups etnolingüístics a l'Afganistan

La població d’Afganistan es va estimar el 2017 en 29,2 milions. D’aquests, 15 milions són homes i 14,2 milions de dones. Al voltant d’un 22% d’ells són urbans i el 78% restant viu en zones rurals. Al voltant de 3 milions d’afganesos més s’allotgen temporalment als veins Pakistan i a l’ Iran, on la majoria dels quals van néixer i créixer en aquests dos països. Això fa que la població total afganesa sigui al voltant de 33.332.025, i el seu ritme de creixement actual és del 2,34%.
El govern afganès va anunciar que començarà a emetre targetes d’identitat electrònica (e-Tazkiras) en què s’ha de proporcionar l’ètnia a cada ciutadà a la sol·licitud. S'espera que aquest procés reveli les xifres exactes sobre la mida i la composició dels grups ètnics del país.
A la taula següent es mostra una distribució aproximada dels grups ètnics:
| Grup ètnic                                                                   | World Factbook / Library of Congress Country Studies (recent estimate) | World Factbook / Library of Congress Country Studies (pre-2004 estimates) |
| ---------------------------------------------------------------------------- | ---------------------------------------------------------------------- | ------------------------------------------------------------------------- |
| Paixtus                                                                      | 42%                                                                    | 38-50%                                                                    |
| Tadjiks                                                                      | 27%                                                                    | 25,3%                                                                     |
| Hazares                                                                      | 9%                                                                     | 12-19%                                                                    |
| Uzbeks                                                                       | 9%                                                                     | 6-8%                                                                      |
| Aymaks                                                                       | 4%                                                                     | De 500.000 a 800.000 individus                                            |
| Turcmans                                                                     | 3%                                                                     | 2,5%                                                                      |
| Balutxis                                                                     | 2%                                                                     | 100.000 individus                                                         |
| Altres (Pashai, Nuristani, Arab, Brahuis, Pamiri, Gujars, Kizilbaixos etc.)) | 4%                                                                     | 6,9%                                                                      |

L'estimació recent del gràfic anterior es recolza en les recents sondejos d'opinió nacional, que tenien com a objectiu conèixer com se sentia un grup d'entre 804 i 13.943 residents locals a l'Afganistan sobre la guerra actual, la situació política, així com la situació econòmica i social. i els problemes que afecten la seva vida quotidiana. L'Asia Foundation va realitzar deu enquestes entre el 2004 i el 2018 (es mostra una mostra a la taula següent; l'enquesta del 2015 no contenia informació sobre l’ètnia dels participants) i una entre el 2004 i el 2009 per un esforç combinat de la difusió empreses NBC News, BBC i ARD.

| Grup ètnic                               | "Afghanistan: Where Things Stand" (2004–2009) | "A survey of the Afghan people" (2006) | "A survey of the Afghan people" (2007) | "A survey of the Afghan people" (2012) | "A survey of the Afghan people" (2014) | "A survey of the Afghan people" (2018) |
| ---------------------------------------- | --------------------------------------------- | -------------------------------------- | -------------------------------------- | -------------------------------------- | -------------------------------------- | -------------------------------------- |
| Paixtus                                  | 38-46%                                        | 40,9%                                  | 40%                                    | 40%                                    | 40%                                    | 37%                                    |
| Tadjiks                                  | 37-39%                                        | 37,1%                                  | 35%                                    | 33%                                    | 36%                                    | 37%                                    |
| Hazares                                  | 6-13%                                         | 9,2%                                   | 10%                                    | 11%                                    | 10%                                    | 10%                                    |
| Uzbeks                                   | 5-7%                                          | 9,2%                                   | 8%                                     | 9%                                     | 9%                                     | 9%                                     |
| Aymaks                                   | 0-0%                                          | 0,1%                                   | 1%                                     | 1%                                     | 1%                                     | 1%                                     |
| Turcmans                                 | 1-2%                                          | 1,7%                                   | 3%                                     | 2%                                     | 2%                                     | 2%                                     |
| Balutxis                                 | 1-3%                                          | 0,5%                                   | 1%                                     | 1%                                     | 1%                                     | 1%                                     |
| Altres (Pashai, Nuristanis, Àrab, etc.)) | 0-4%                                          | 1,4%                                   | 2%                                     | 3%                                     | 5%                                     | 5%                                     |
| Cap opinió                               | 0-2%                                          | 0%                                     | 0%                                     | 0%                                     | 0%                                     | 0%                                     |